# Derek Taylor
Derek Taylor (7 de mayo de 1932-8 de septiembre de 1997) fue un escritor, periodista y publicista británico, más conocido por su asociación con The Beatles, siendo su jefe de prensa unos meses en 1964 y más tarde, de 1968 a 1970, para Apple Corps. Comenzó su carrera como periodista local en Liverpool con diecisiete años para Hoylake y West Kirby Advertiser, antes de trabajar en el Liverpool Daily Post and Echo y de ser corresponsal del norte de Gran Bretaña para diarios como News Chronicle, el Sunday Dispatch y el Sunday Express. También fue columnista y crítico teatral del Daily Express desde 1952.
Como confidente de The Beatles, Taylor estuvo particularmente cerca de George Harrison y de John Lennon después de la separación del grupo. Además de editar la autobiografía de Harrison en 1980, I, Me, Mine, Taylor fue autor de libros como As Time Goes By, The Making of Raiders of The Lost Ark, Fifty Years Adrift (In An Open Necked Shirt) y It Was Twenty Years Ago Today.

## Biografía

### Trabajo con The Beatles
Taylor trabajaba para el diario Daily Express cuando le asignaron que escribiera una crítica del concierto que The Beatles ofrecieron el 30 de mayo de 1963. Sus editores esperaban que escribiese una pieza crítica de lo que en ese momento la prensa nacional consideraba un «intransigente capricho adolescente». Sin embargo, se mostró encantado con el grupo y en su lugar, escribió una reseña favorable. Poco después, fue invitado a que conociera al grupo y se convirtió en un periodista de su círculo de confianza.
En 1964, Brian Epstein, representante del grupo, contrató a Taylor para ponerlo a cargo de los comunicados de prensa de The Beatles y actuando como enlace entre los medios de comunicación y el grupo. Posteriormente, se convirtió en asistente personal de Epstein durante un corto periodo. A mediados del mismo año, Taylor asistió a Epstein en la redacción de su autobiografía, A Cellarful of Noise. Para ello, condujo entrevistas con Epstein para el libro y luego transcribía las grabaciones en una narración, conservando la mayor parte de las palabras de Epstein.
Taylor trabajó como jefe de prensa durante la primera gira de The Beatles por los Estados Unidos en el verano de 1964, dimitiendo de su cargo al final de la gira en septiembre. Sin embargo, Epstein le exigió que continuara trabajando por un plazo de tres meses. Después, volvió a trabajar para el Daily Mirror, antes de trasladarse a vivir en 1965 a California, donde fundó una compañía de relaciones públicas y proporcionó publicidad para grupos como The Byrds, The Beach Boys y Paul Revere. Taylor fue también un participante clave en el equipo que produjo el Festival de Pop de Monterrey en 1967, sirviendo como publicista y portavoz.
En abril de 1968, a petición de Harrison, Taylor regresó a Inglaterra para trabajar de nuevo con The Beatles como jefe de prensa de la recién creada compañía Apple Corps. Como ejecutivo clave en Apple, Taylor tuvo un papel importante en las actividades de la empresa y estuvo presente en muchos de los proyectos clave de The Beatles y Apple. Su protragonismo se documenta en The Longest Cocktail Party, un libro de memorias de Apple de Richard DiLello, asistente de Taylor a finales de la década, y en otras biografías del grupo. En marzo de 1970, encargó al fotógrafo Les Smithers que fotografiara a Badfinger, una banda de rock contratada por la compañía. El retrato fue adquirido por la National Portrait Gallery de Londres.
Entre otros proyectos en Apple, jugó un papel importante en la puesta en escena de la campaña pacifista de John Lennon y Yoko Ono en 1969. Taylor fue referenciado en la letra de la canción «Give Peace a Chance» junto con Tommy Smothers, Timothy Leary y Norman Mailer, todos presentes durante la grabación del tema.

### Después de The Beatles
Después de su marcha tras la reestructuración de Apple llevada a cabo por Allen Klein, Taylor comenzó a trabajar para Warner Music Group. A mediados de la década de 1970, fue vicepresidente de marketing de Warner Bros. Records, donde fue clave para la elaboración del proyecto Rutles, y supervisó la campaña mundial de marketing para la publicación del álbum y la emisión del especial televisivo. 
All You Need is Cash, una parodia de la carrera y legado de The Beatles, incluyó a Harrison interpretando un personaje similar al de Derek Taylor. En 1978, Taylor abandonó Warner Bros. Además de estar cerca de Harrison durante la década, Taylor también mantuvo correspondencia con Lennon entre 1975 y 1980. Tras varios años en California, regresó a Inglaterra.
A comienzos de la década de 1980, trabajó como coautor de libros con Michelle Phillips y Steven Spielberg. También trabajó en la compañía cinematográfica de Harrison, HandMade Films. En los 90, regresó a Apple para encargarse del marketing de varios proyectos realizados en la época, incluyendo la reedición del catálogo de Apple y nuevos lanzamientos de The Beatles como Live at the BBC y el proyecto The Beatles Anthology.

## Muerte
Derek Taylor falleció a causa de un cáncer el 8 de septiembre de 1997. En el momento de su muerte, estaba trabajando para Apple recopilando material para el libro Anthology. Su funeral tuvo lugar en Londres y contó con la presencia de su familia y amigos como Harrison, Neil Aspinall, Neil Innes, Michael Palin y Jools Holland.

## Vida personal
Taylor contrajo matrimonio con Joan Taylor en 1958 y tuvo seis hijos: Timothy, Dominic, Gerard, Abigail, Vanessa and Annabel. Joan Taylor aparece en el documental George Harrison: Living in the Material World.